# 케빈 하트
케빈 하트(Kevin Hart, 1979년 7월 6일 ~ )는 미국의 배우이자 희극인이다.
펜실베이니아주, 필라델피아에서 태어나고 자랐으며 뉴잉글랜드 근처에 있는 클럽들에서 열린 몇몇 아마추어 코미디 경기에서 이기게 되면서 그의 커리어가 시작되었다.
TV 시리즈 《언디클레어드》에서 반복되는 역할을 위해 저드 애퍼토가 2000년 그를 캐스팅하면서 처음으로 크게 유명세를 타게 된다.
시리즈는 오직 시즌 1으로 끝났지만, 그는 곧 《페이퍼 솔저》 (2002), 《무서운 영화 3》 (2003), 《소울 플레인》 (2004), 《미트 페어런츠 3》 (2010) 과 같은 영화들에서 각기 다른 역할들을 따냈다.
Hart의 코미디 명성은 그의 첫번째 스텐드업 앨범 《I'm a Grown Little Man》 (2008)의 발매와 영화 《씽크 라이크 어 맨》 (2012), 《그루지 매치》 (2013), 《라이드 어롱》 (2014), 그리고 《어바웃 라스트 나이트》 (2014) 장면 속의 공연들과 함께 계속해서 커졌다.
또한 그는 2010년에 《Seriously Funny》, 2011년에 《Laugh at My Pain》 과 같은 두개의 앨범을 발매했다.
그는 현재 《Real Husbands of Hollywood》 의 주인공 역을 맡은 자수성가한 스타이다.

## 작품 목록
- 페이퍼 솔저
- 무서운 영화 3
- 소울 플레인
- 사랑보다 황금
- 렛 고
- 35 앤 티킹
- 5년째 약혼중
- 디스 이즈 디 엔드
- 라이드 어롱
- 겟 하드
- 마이펫의 이중생활
- 라이드 어롱 2
- 센트럴 인텔리전스 - 칼빈 조이너 역
- 쥬만지: 새로운 세계
- 나이트 스쿨
- 마이펫의 이중생활 2 - 스노우볼 역 (목소리)
- 쥬만지: 넥스트 레벨 - 무스 핀바 역
- 아빠가 되는 중 - 맷 역
- DC 리그 오브 슈퍼-펫 - 에이스 역 (목소리)
- 다이 하트: 더 무비 - 케빈 하트 역 (목소리)
- 리프트: 비행기를 털어라 - 사이러스 역
- 보더랜드 - 롤런드 역

외 다수